# ウェールズの地方行政区画
ウェールズの地方行政区画は行政的な区画と非行政的な儀礼的地域に分けられる。
地方政府の目的によって、ウェールズは州（counties）あるいは州区（county boroughs）からなるプリンシパル・エリアおよびコミュニティからなる。現行制度は1972年および1994年の法に由来する行政改革によって定められた。

## 行政区画

### プリンシパル・エリア
ウェールズには22のプリンシパル・エリアが存在する。プリンシパル・エリアは1994年ウェールズ地方政府法（1994 c. 19）によって設置された。カーディフおよびスウォンジーの2市を含む11は「州」（counties）とされ、ニューポートおよびレクサム2市を含む残り11は「州区」（county boroughs）とされている。

（それぞれの行政庁所在地は黄色の点で示してある。州区はダガー（†）で示してある。）
| | - ブライナイ・グエント Blaenau Gwent † - ブリジェンド Bridgend (Pen-y-bont ar Ogwr) † - ケアフィリ Caerphilly (Caerffili) † - カーディフ Cardiff (Caerdydd) - カーマーゼンシャー Carmarthenshire (Sir Gaerfyrddin) - ケレディジョン Ceredigion - コンウィ Conwy † - デンビーシャー Denbighshire (Sir Ddinbych) - フリントシャー Flintshire (Sir y Fflint) - グウィネズ Gwynedd - アングルシー島 Isle of Anglesey (Ynys Môn) - マーサー・ティドビル Merthyr Tydfil (Merthyr Tudful) † - モンマスシャー Monmouthshire (Sir Fynwy) - ニース・ポート・タルボット Neath Port Talbot (Castell-nedd Port Talbot) † - ニューポート Newport (Casnewydd) † - ペンブルックシャー Pembrokeshire (Sir Benfro) - ポーイス Powys - ロンザ・カノン・タフ Rhondda Cynon Taf † - スウォンジー Swansea (Abertawe) - トルヴァエン Torfaen (Tor-faen) † - ヴェール・オブ・グラモーガン Vale of Glamorgan (Bro Morgannwg) † - レクサム Wrexham (Wrecsam) † |
| ダガー†で示された地域は州区（country borough）、それ以外は州（county）である。日本語名・英語名（ウェールズ語名が英語名と異なる場合は () 内にウェールズ語名）をそれぞれ示してある。 | |

### 改名
いくつかのプリンシパル・エリアは1994年ウェールズ地方政府法時点と異なる名称を用いている。それぞれ地方議会で改名は速やかに行われ、1996年4月2日に有効となった。以下に事例を示す。
- コンウィ（旧アバーコンウィ・アンド・コルウィン）
- アングルシー島（旧アングルシー）
- グウィネズ（旧カーナーヴォンシャー・アンド・メリオネスシャー）
- ケレディジョン（旧カーディガンシャー）

次に示すようなその他の微細な改名も存在する。
- ニース・ポート・タルボット（旧ニース・アンド・ポート・タルボット）

### コミュニティ
各プリンシパル・エリアを分けるコミュニティはウェールズで最小の行政区画である。各コミュニティは、地方行政の提供やより大きな地方政府体へ自らを代表するコミュニティ議会を選出できる。コミュニティ議会はイングランドの教区議会にあたるものである。コミュニティ議会は希望すれば自らを町議会（town council）と呼ぶことができる。シティ・ステータスを有する3コミュニティ（バンガー、セント・アサフ、セント・デイビッズ）の議会は市議会（city councils）として知られる。議会を開くには小規模なコミュニティは代わりに直接民主主義的な評議会（community meeting）を設置できる。カーディフ、スウォンジー、ニューポートの都市的地域にあるコミュニティは議会を持たない。

## 非行政区画

### 保存州
統監制度およびシェリフ制度の儀式用に、ウェールズは8つの保存州（preserved counties）に分けられる。これらは1972年地方政府法によって設置され、1974年から1996年まで地方政府およびその他の目的で用いられた州に基づく。
8つの保存州が存在する。
- クルーイド（英語版）
- ドヴェド（英語版）
- ミッドグラモーガン（英語版）
- サウスグラモーガン（英語版）
- ウェストグラモーガン（英語版）
- グウェント（英語版）
- グウィネズ
- ポーイス

## 歴史的

### 歴史的州
ウェールズの歴史州は古来の行政区画であり、数百年にわたって様々な機能を果たしてきた。ペンブルックシャーは1138年に宮中伯領として設置された。南東ではノルマン人の進攻に伴いグラモーガンのような辺境伯領が設置された。辺境伯領は半自治的な行政区画として機能したが、正式な組織を持たず真の意味で州とは呼べなかった。これらの地域に所在する町のいくつかは、しかしながらバラに準じる権利・義務を定めた勅令を下された。厳密な意味での州は1240年代、カーディガンシャーとカーマーゼンシャーの設置に遡る。1248年グウィネズ公国はアングルシー、カーナーヴォンシャー、メリオネスシャーの3州に分割された。13世紀終わりまでにフリントシャーが州となり、ウェールズの半分近くがイングランド王室の支配下に置かれた。これらの変更後も公的には南部の辺境伯領は国王の管理下にはおかれなかったものの、現実的には国王が個人的に辺境伯領の多くを所有していたが、いくつかの辺境伯領は依然として地方の豪族による半自治的な支配が続いた。ウェールズでの州設置はモンゴメリーシャー、デンビーシャー、ラドノーシャー、ブレックノックシャー、モンマスシャーの設置を定めた1535年ウェールズ法によって完成され、辺境伯領は新生州に再編されていった。
これら13州は1536年から1974年の1972年地方政府法施行までウェールズの主要な行政区画として機能してきたが、より小さな州区は州と共にその定義と役割がイギリス他地域と同様に大きく変化していった。

## 地域圏

### 地域圏パートナーシップ地区

ウェールズの4法人合同委員会:
北ウェールズ法人合同委員会
中ウェールズ法人合同委員会
南西ウェールズ法人合同委員会
南東ウェールズ法人合同委員会

ウェールズは法人合同委員会および地域圏経済支援金のために4つの地方に分けられている。都市圏支援金は、ウェールズ南東部と南西部をそれぞれ管轄するカーディフ首都圏とスウォンジーベイ都市圏で合意され、成長ディールは、中ウェールズ・パートナーシップと北ウェールズ・パートナーシップで合意されている。この支援金を監督する北ウェールズ法人合同委員会、中ウェールズ法人合同委員会、南西ウェールズ法人合同委員会、南東ウェールズ法人合同委員会の4委員会が存在する。法人合同委員会は2021年地方自治・選挙法（The Local Government and Elections (Wales) Act 2021）によって設立された。法人合同委員会は経済福祉、戦略的計画、地域交通政策の策定に関する権限を有する。

## 他の区画

### サービス地区

#### 警察
ウェールズにはドヴェド＝ポーイス警察、グウェント警察、北ウェールズ警察、南ウェールズ警察からなる4つの警察組織が存在する。
| 1 2 3 4 | 1. 北ウェールズ警察 2. ドヴェド＝ポーイス警察 3. 南ウェールズ警察 4. グウェント警察 |

#### 消防救急隊
ウェールズには1996年に創設された中西ウェールズ消防救急隊、北ウェールズ消防救急隊、南ウェールズ消防救急隊の3組織からなる消防救急隊が存在する。
| 1 2 3 | 1. 北ウェールズ消防救急隊 2. 中西ウェールズ消防救急隊 3. 南ウェールズ消防救急隊 |

#### 衛生局
ウェールズには7つの地方衛生局が存在する。
| 1 2 3 4 5 6 7 | 1. ベッツィ・カドワラドルス大学衛生局 2. ポーイス教育衛生局 3. ハウエル・ザー大学衛生局 4. アナイリン・ベヴァン大学衛生局 5. クウム・タフ・モルガヌグ大学衛生局 6. スウォンジーベイ大学衛生局 7. カーディフ・ヴェール大学衛生局 |

#### 国道管理局
国道管理局は2つ以上の地方当局どうしで設置され、管轄地域におけるウェールズの国道網（高速道路を含む）の管理、保守、改善を担当する。各国道管理局はウェールズ政府運輸職員を雇用できる。北中ウェールズ国道管理局および南ウェールズ国道管理局の2管理局が存在する。
| basic | 北中ウェールズ国道管理局 南ウェールズ国道管理局 |

#### 地域統計単位命名法
ウェールズは2021年以降、イギリス国家統計局の地域統計単位命名法ジオコードに基づいた統計地域に分割されている。イギリスの欧州連合離脱以前、欧州連合およびユーロスタットの一員として地域統計分類単位が用いられていた。ウェールズはスコットランド、北アイルランドおよびイングランドの9統計地域と並んでITLレベル1地域（コードTLL）である。2つのITL2地域に分けられ、それぞれ12のITL3地域に細分される。
| ITL 1                                                                    | コード | ITL 2                                        | コード | ITL 3          | コード |
| ------------------------------------------------------------------------ | ------ | -------------------------------------------- | ------ | -------------- | ------ |
| ウェールズ                                                               | TLL    | 西ウェールズ・アンド・ヴァレーズ             | TLL1   | アングルシー島 | TLL11  |
|                                                                          |        | 西ウェールズ・アンド・ヴァレーズ             | TLL1   | グウィネズ     | TLL12  |
| コンウィおよびデンビーシャー                                             | TLL13  | 西ウェールズ・アンド・ヴァレーズ             | TLL1   |                |        |
| 南西ウェールズ（ケレディジョン、カーマーゼンシャー、ペンブルックシャー） | TLL14  | 西ウェールズ・アンド・ヴァレーズ             | TLL1   |                |        |
| セントラル・ヴァレーズ（マーサー・ティドビル、ロンザ・カノン・タフ）     | TLL15  | 西ウェールズ・アンド・ヴァレーズ             | TLL1   |                |        |
| グウェント・ヴァレーズ（ブライナイ・グエント、ケアフィリ、トルヴァエン） | TLL16  | 西ウェールズ・アンド・ヴァレーズ             | TLL1   |                |        |
| ブリジェンドおよびニース・ポート・タルボット                             | TLL17  | 西ウェールズ・アンド・ヴァレーズ             | TLL1   |                |        |
| スウォンジー                                                             | TLL18  | 西ウェールズ・アンド・ヴァレーズ             | TLL1   |                |        |
| 東ウェールズ                                                             | TLL2   | モンマスシャーおよびニューポート             | TLL21  |                |        |
| 東ウェールズ                                                             | TLL2   | カーディフおよびヴェール・オブ・グラモーガン | TLL22  |                |        |
| 東ウェールズ                                                             | TLL2   | フリントシャーおよびレクサム                 | TLL23  |                |        |
| 東ウェールズ                                                             | TLL2   | ポーイス                                     | TLL24  |                |        |

### 選挙区
ウェールズは様々な選挙区に分けられる。
- ウェールズのイギリス議会選挙区一覧（英語版）
- ウェールズ議会選挙区（英語版）
- ウェールズの選挙区一覧（英語版）

## 居住地

### シティ
ウェールズにはシティ・ステータスを有する4プリンシパル・エリア（カーディフ、スウォンジー、ニューポート、レクサム）および3コミュニティ（バンガー、セント・デイビッズ、セント・アサフ）の合計7シティが存在する。シティ・ステータスは特許状によって授けられる。
- バンガー – 年月不詳
- カーディフ – 1905年
- スウォンジー – 1969年
- セント・デイビッズ – 1994年
- ニューポート – 2002年
- セント・アサフ – 2012年
- レクサム – 2022年

司教座所在地のセント・アサフは歴史的にシティとされ、ブリタニカ百科事典第11版でもそのように記述されている。しかしながら、シティ・ステータスは長年にわたって正式な承認を得られていなかった。1994年にセント・デイビッズがシティ・ステータスを回復すると、セント・アサフ町議会は同様の誓願を提出した。しかしながらセント・デイビッズとは異なり、かつてシティ・ステータスを授与した勅令や文書が存在しないとして誓願は退けられた。2000年や2002年のシティ・ステータスをめぐる競争にも敗退した。しかしながら2012年、エリザベス2世のダイアモンド・ジュビリー記念祝典の一環として、セント・アサフは「その豊かな歴史、文化的貢献、および技術・商業・経済の中心都市としての地位が認められ」シティ・ステータスが授与された。レクサムは2022年9月、女王のプラチナ・ジュビリーの一環としてシティ・ステータスが授与された。